# Henry Doctor

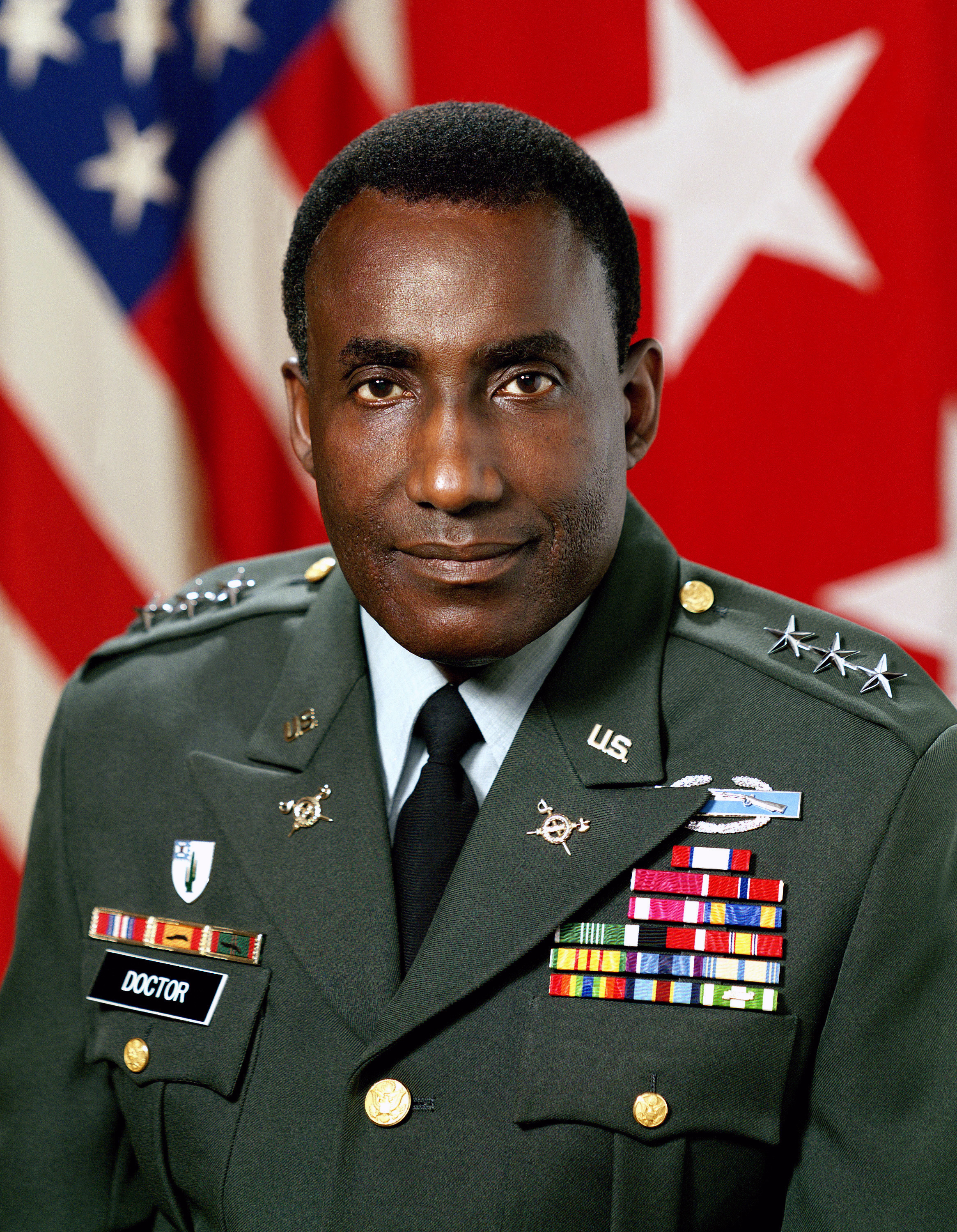
Henry Doctor Jr. (1986)

Henry Doctor Jr. (* 23. August 1932 im  Berkeley County, South Carolina; † 7. Dezember 2007 in Centreville, Fairfax County, Virginia) war ein Generalleutnant der United States Army. Er war unter anderem Kommandeur der 2. Infanteriedivision.

## Leben
Henry Doctor Jr. war ein Sohn von Henry Doctor Sr. und dessen Frau Annie Aikens. Er besuchte die öffentlichen Schulen seiner Heimat einschließlich der Berkeley Training High School. Über das ROTC-Programm der South Carolina State University gelangte er im Jahr 1954 als Leutnant in das Offizierskorps des US-Heeres. In der Armee durchlief er anschließend alle Offiziersränge vom Leutnant bis zum Drei-Sterne-General.
Im Lauf seiner militärischen Karriere absolvierte Doctor verschiedene Kurse und Schulungen. Dazu gehörten unter anderem das Command and General Staff College und das United States Army War College. Außerdem erhielt er akademische Grade von der Georgia State University und vom Militärcollege The Citadel.
In seinen jüngeren Jahren absolvierte er den für Offiziere in den niederen Rangstufen üblichen Dienst in verschiedenen Einheiten und Standorten. Dazu gehörten auch Aufgaben als Stabsoffizier in verschiedenen Hauptquartieren. Doctor war unter anderem im Vietnamkrieg eingesetzt und er war in Frankreich, Südkorea und auf Hawaii stationiert.
Von 1977 bis 1979 war er in Alexandria in Virginia beim Personalmanagement des Heeres tätig. Dort gehörte er der Abteilung die für die Mannschaftsdienstgrade zuständig war an. Daran schloss sich eine Versetzung nach Fort Stewart in Georgia an, wo er bis 1980 dem Stab der 24. Infanteriedivision angehörte.
In den Jahren 1980 bis 1983 war Henry Doctor Stabschef beim United States Army Materiel Command. Im Juli 1983 wurde er als Nachfolger von James H. Johnson neuer Kommandeur der in Südkorea stationierten 2. Infanteriedivision. Dieses Amt bekleidete er bis zum Jahr 1985 als Gary E. Luck seine Nachfolge antrat. Nach seiner Beförderung zum Generalleutnant wurde er zum neuen Generalinspekteur des US-Heeres ernannt. Diesen Posten hatte er in den Jahren 1986 bis 1989 inne. Anschließend schied er aus dem aktiven Militärdienst aus.

## Späte Jahre
Nach seiner Pensionierung blieb Doctor weiterhin dem Militär verbunden. Er war unter anderem an der Gründung der Military Magnet Academy in Charleston beteiligt. Außerdem war er Mentor der am ROTC-Programm teilnehmenden Studenten aus South Carolina. Zwischen 1989 und 1994 war er zudem Präsident der Firma Arrow Services Inc. in Alexandria in Virginia. Danach war er als Geschäftsberater tätig.
Henry Doctor starb am 7. Dezember 2007 und wurde auf dem amerikanischen Nationalfriedhof Arlington beigesetzt.

## Orden und Auszeichnungen
Henry Doctor erhielt im Lauf seiner militärischen Laufbahn unter anderem folgende Auszeichnungen:
- Army Distinguished Service Medal
- Legion of Merit
- Bronze Star Medal
- Meritorious Service Medal
- Air Medal